# Otto II
Otto II – opracowane przez dr Otto Reitlingera syntetyczne paliwo dla silników z wewnętrznym spalaniem. Otto II jest bardzo silnym monopropelantem, stanowiącym kompozycję syntetycznych związków o określonym procentowo składzie masowym. 76% masy paliwa Otto II stanowi nitroestrowany wybuchowy materiał pędny diazotan glikolu propylenowego (PGDN), 1,5% stanowi stabilizator w postaci 2-nitrodifenyloaminy, 22,2% zaś sebacynian butylu.
C
3H
6(NO
3)
2 → 3CO + 3H
2O + N
2
Czerwono-pomarańczowe płynne paliwo Otto II jest stabilne, nielotne i nie wymaga tlenu do inicjacji spalania – jego trzy składniki zaczynają reagować między sobą po odparowaniu i ogrzaniu. Gęstość energii paliwa Otto II daleko przewyższa gęstość energii porównywalnych objętościowo akumulatorów elektrycznych, toteż paliwo to szybko znalazło zastosowanie w napędzie nowoczesnych torped.
Nazwy paliwa nie należy mylić z cyklem Otta używanym do opisu silników tłokowych wewnętrznego spalania.